# Antizoma
Antizoma Miers – rodzaj roślin z rodziny miesięcznikowatych (Menispermaceae). Obejmuje co najmniej 3 gatunki występujące naturalnie w Afryce Południowej.

## Systematyka
Pozycja systematyczna według APweb (aktualizowany system APG III z 2009)
Rodzaj z rodziny miesięcznikowatych (Menispermaceae).
Wykaz gatunków
- Antizoma angolensis Exell & Mendonça
- Antizoma angustifolia (Burch.) Miers ex Harv.
- Antizoma miersiana Harv.